# Kalliosaari (ö i Mellersta Finland, Jämsä, lat 61,64, long 24,95)
Kalliosaari är en ö i Finland. Den ligger i sjön Kuoksenjärvi och i kommunen Jämsä i landskapet Mellersta Finland, i den södra delen av landet, 160 km norr om huvudstaden Helsingfors. Öns area är 0,1 hektar och dess största längd är 60 meter i sydöst-nordvästlig riktning.